# 上鷺宮
上鷺宮 （日语：／ Kami-saginomiya */?）是東京都中野區的地名，下設一丁目至五丁目。2013年10月1日的人口有12,869人。郵遞區號為165-0031。

## 地理
位於中野區最西北部。地域東接練馬區中村南、中村、中村北。北鄰練馬區貫井。西北臨練馬區富士見台。西通杉並區井草。南與中野區鷺宮之間以新青梅街道為界。地域北部有千川通（下方是暗渠化的千川上水）通過，東部有中杉通通過。町內多為寧靜的住宅區，也是中野區內多數農地的所在地。

## 歷史

### 地名由來
江戶時代，鷺宮村分為上、下鷺宮村。

### 沿革
- 江戶時代屬多摩郡上鷺宮村。為今川直房領地，並由其子孫繼承至明治維新[2]。
- 1889年（明治22年）－為東京府東多摩郡野方村大字上鷺宮[3]。
- 1932年（昭和7年）－為東京府東京市中野區鷺宮五丁目，六丁目[3]。
- 1965年（昭和40年）－鷺宮五丁目，六丁目的新青梅街道以北地區成立上鷺宮一丁目至五丁目[3]。
- 2005年（平成17年）－社區巴士「なかのん」開始運行。提升本地前往中野區役所方面的便利性。

## 交通

### 鐵路
町內無鐵路車站，可利用西武池袋線富士見台站（練馬區貫井），西武新宿線鷺之宮站（中野區鷺宮）與下井草站（杉並區下井草）。

### 巴士
- 「富士見台站」前巴士站

## 設施
- 冨士見台站前郵便局
- 東京都立稔丘高等學校
- 東京都立武藏丘高等學校
- 中野區立北中野中學校
- 中野區立武藏台小學校
- 中野區立上鷺宮小學校

## 備註
1. ↑  .   [2013-10-09]. （原始内容存档于2015-06-10）.
2. ↑  中野區『中野區史 上巻』，1943年。
3. 1 2 3  鷺宮の歴史をたどる会『鷺宮の歴史をたどる』中野區鷺宮地域センター，2001年。

## 外部連結
- 中野區官方網站（页面存档备份，存于）